# Dekoor
Dekoor Close Harmony is een Nederlands closeharmonykoor uit Utrecht, bestaande uit zo'n dertig studenten. Het werd opgericht in 1985 door Lisette van de Weg en Hugo Mechelse; niet lang daarna zou Johan Rooze, die tot januari 2008 de artistiek leider van het koor was, worden aangesteld als vaste dirigent. In september 2008 werd Christoph Mac-Carty de nieuwe artistiek leider. Dekoor maakt deel uit van het Koördinerend Orgaan Studenten Muziekgezelschappen Utrecht (KOSMU), dat een onderdeel is van de Universiteit Utrecht.
Het koor zingt lichte muziek, pop, jazz en klassiek. Er wordt zowel a capella gezongen als met begeleiding van een combo.
Het koor heeft diverse prijzen ontvangen. In 2007 werd Dekoor uitgeroepen tot beste koor van Nederland in het televisieprogramma Korenslag. In 2010 won het koor de eerste prijs in de categorie jazz op de World Choir Games in China. Op datzelfde concours werden ze tweede in de categorieën pop en gospel. In 2012 lukte het Dekoor haar titel te prolongeren op de World Choir Games te Cincinnati (VS) in de categorieën Jazz en Pop. In 2014 lukte Dekoor dat opnieuw, op de World Choir Games in Riga (Letland). In de zomer van 2018 heroverde het koor de eerste prijzen in de categorieën Jazz en Pop op de World Choir Games in Pretoria, Zuid-Afrika. In 2023 nam Dekoor deel aan de World Choir Games in Gangneung, Zuid Korea, waar het koor opnieuw de wereldtitel in de categorie Jazz won. Ook werd Dekoor daar voor het eerst wereldkampioen in de categorie Gospel.
In 2014 zong Dekoor met The Rolling Stones op Pinkpop (Nederland) en TW Classic (België) tijdens de Europese Stones ON FIRE-tournee. Daarnaast zong de groep in oktober 2014 in Koninklijk Theater Carré met Damien Rice.
In 2016 tourde Dekoor door Nederland met hun eerste eigen theaterproductie. In 2017 en 2018 stond Dekoor tevens in verschillende theaters in Nederland met 2 verschillende theaterproducties. In 2017 trad Dekoor op met DI-RECT in De Wereld Draait Door, de AFAS live (show van DI-RECT) en de Ziggodome. Daarnaast trad Dekoor internationaal op op Sziget Festival, in Budapest, in de zomers van 2016 en 2018.

## Discografie
- Range (2023)
- Tuesdays (2014)
- Beter dan Ooit (2007)
- Still Crazy (2007)
- Dekoor Close Harmony - Best of 1995 - 2005 (2005)
- Dekoor Close Harmony - Korea (2004)
- A O.K. (2000)
- Rappo Funkin' Voices (1995)

## Prijzen
- World Champion of Gospel, Champions Competition (World Choir Games, 2023)
- World Champion of Jazz, Champions Competition (World Choir Games, 2010, 2012, 2014, 2018, 2023)
- World Champion of Pop, Champions Competition (World Choir Games, 2012, 2014, 2018)
- Beste Koor van Nederland (Nederlands Koor Festival, 2014)
- Beste Vocal Group van Nederland (BALK Vocal Light Top Festival, 2011, 2013)
- Finalist Top2000 de Covers (2010)
- 1st Prize Jazz (Internationaal Korenfestival Vivace, Italië, 2009)
- Winnaar EO Korenslag (2007)

## Samenwerkingen
Dekoor werkte samen met o.a. The Rolling Stones, Damien Rice, Hozier, DI-RECT, Wende Snijders, Jacqueline Govaert, Ruben Hein en de Nieuwe Philharmonie Utrecht.